# South Ferry-Whitehall Street
South Ferry-Whitehall Street è una stazione della metropolitana di New York. È costituita da due stazioni, situate sulle linee BMT Broadway e IRT Broadway-Seventh Avenue, un tempo indipendenti e collegate tra di loro solo nel 2009.
Nel 2015 la stazione è stata utilizzata da 8 750 364 passeggeri, risultando la quarantesima più trafficata della rete.

## Storia
La prima stazione ad aprire fu quella della linea IRT Broadway-Seventh Avenue situata sul cappio di ritorno, aperta il 10 luglio 1905, come prolungamento della prima linea sotterranea dell'Interborough Rapid Transit Company. Tredici anni più tardi, il 1º luglio 1918, venne quindi aperta la stazione della linea IRT Lexington Avenue, situata sempre sul cappio di ritorno e non più utilizzata dal 13 febbraio 1977.
Il successivo 20 settembre 1918 fu aperta la stazione sulla linea BMT Broadway, capolinea provvisorio del prolungamento verso sud della linea BMT Broadway fino all'apertura del Montague Street Tunnel il 1º agosto 1920.

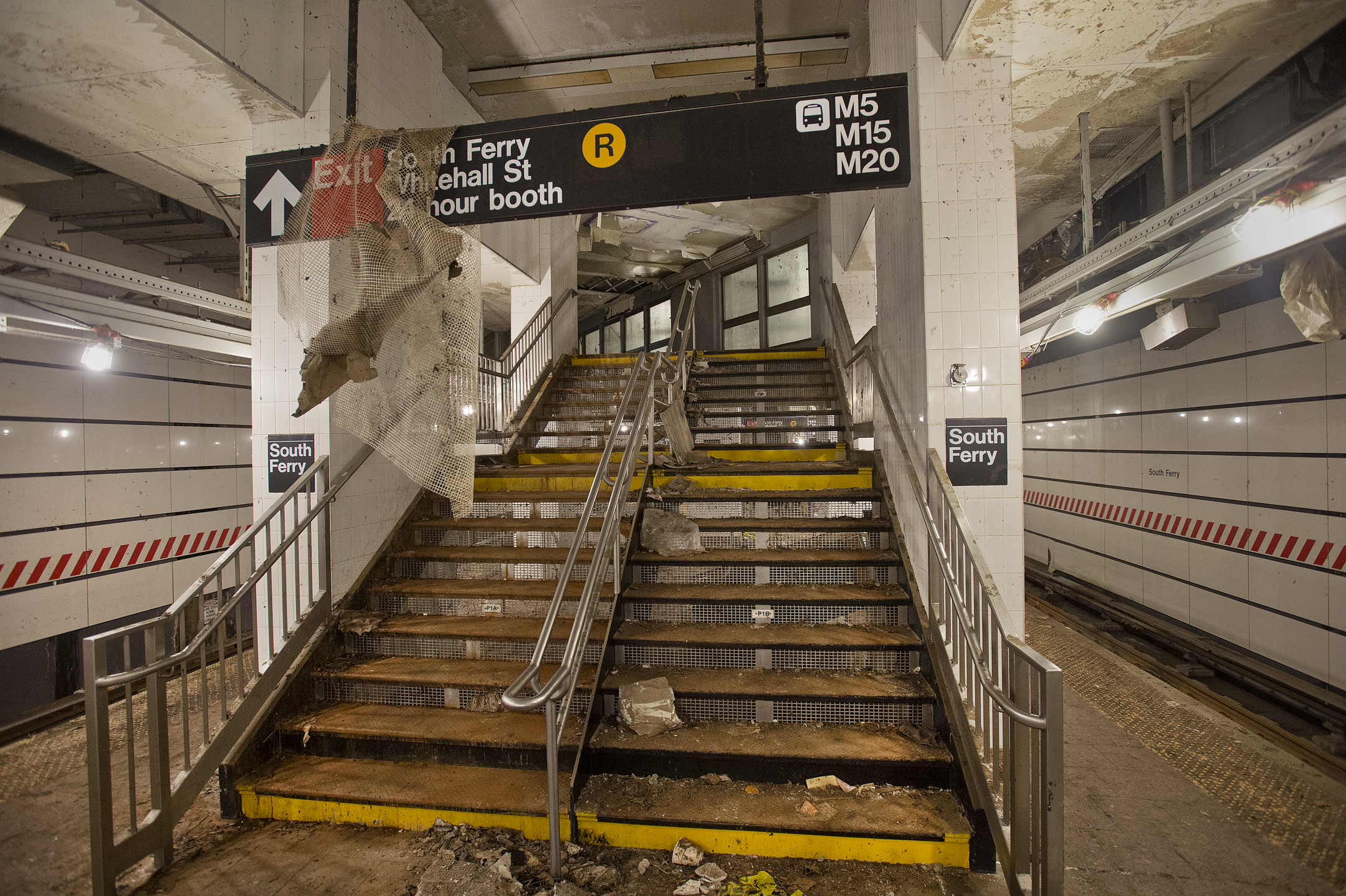
La stazione dopo l'uragano.

Nel 2005, iniziarono i lavori di costruzione della nuova stazione sulla linea Broadway-Seventh Avenue. Costata in totale 530 milioni di dollari, fu aperta il 16 marzo 2009, e in concomitanza fu chiusa quella sul cappio di ritorno, che venne quindi rinominata South Ferry loops per distinguerla da quella nuova. Questa nuova stazione, accessibile ai disabili, permetteva anche un collegamento diretto con la stazione sulla linea BMT Broadway.
Il 29 ottobre 2012, a seguito dell'arrivo dell'uragano Sandy la stazione venne inondata e i danni maggiori si riscontrarono nella nuova stazione aperta nel 2009, che venne quindi chiusa in attesa dei lavori di ristrutturazione. Per sopperire a questa chiusura la stazione di South Ferry loops venne riaperta il 4 aprile 2013 e dotata di un collegamento diretto con la stazione sulla linea Broadway. Una volta terminati i lavori di ristrutturazione, la stazione sarà riaperta nel 2017.

## Strutture e impianti

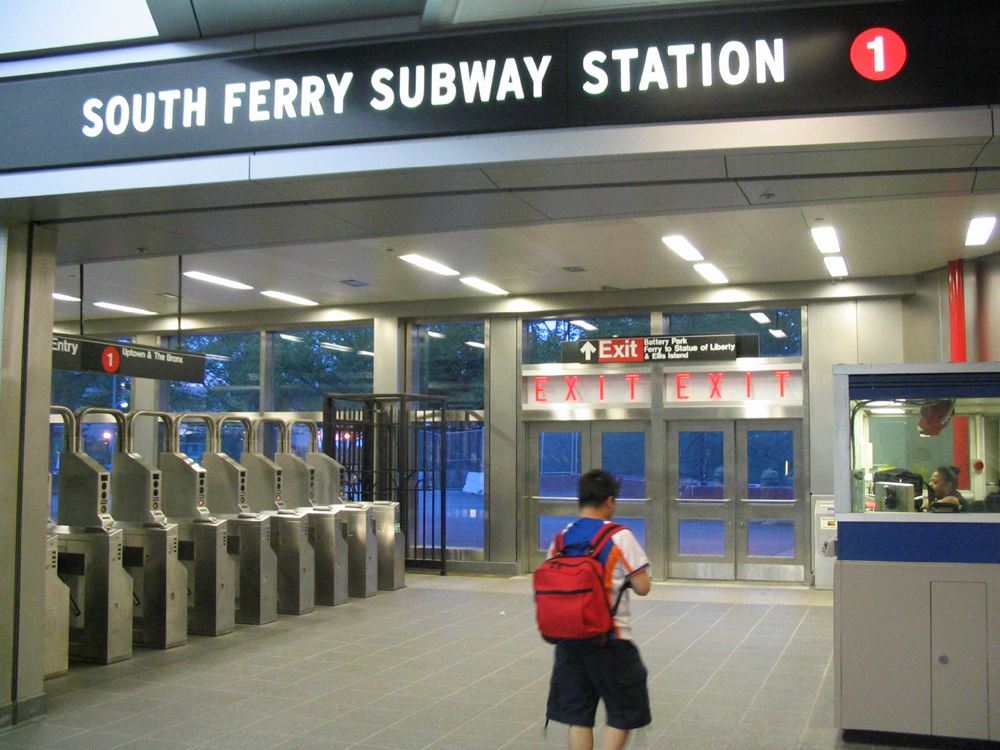
Uscita della linea 1

La stazione sul cappio di ritorno possiede due binari e due banchine laterali curve, una esterna al cappio e una interna, non collegate tra di loro. La banchina esterna era servita dalla linea IRT Lexington Avenue e venne successivamente abbandonata poiché, a causa della sua curvatura eccessiva, i treni potevano aprire solo le porte centrali.

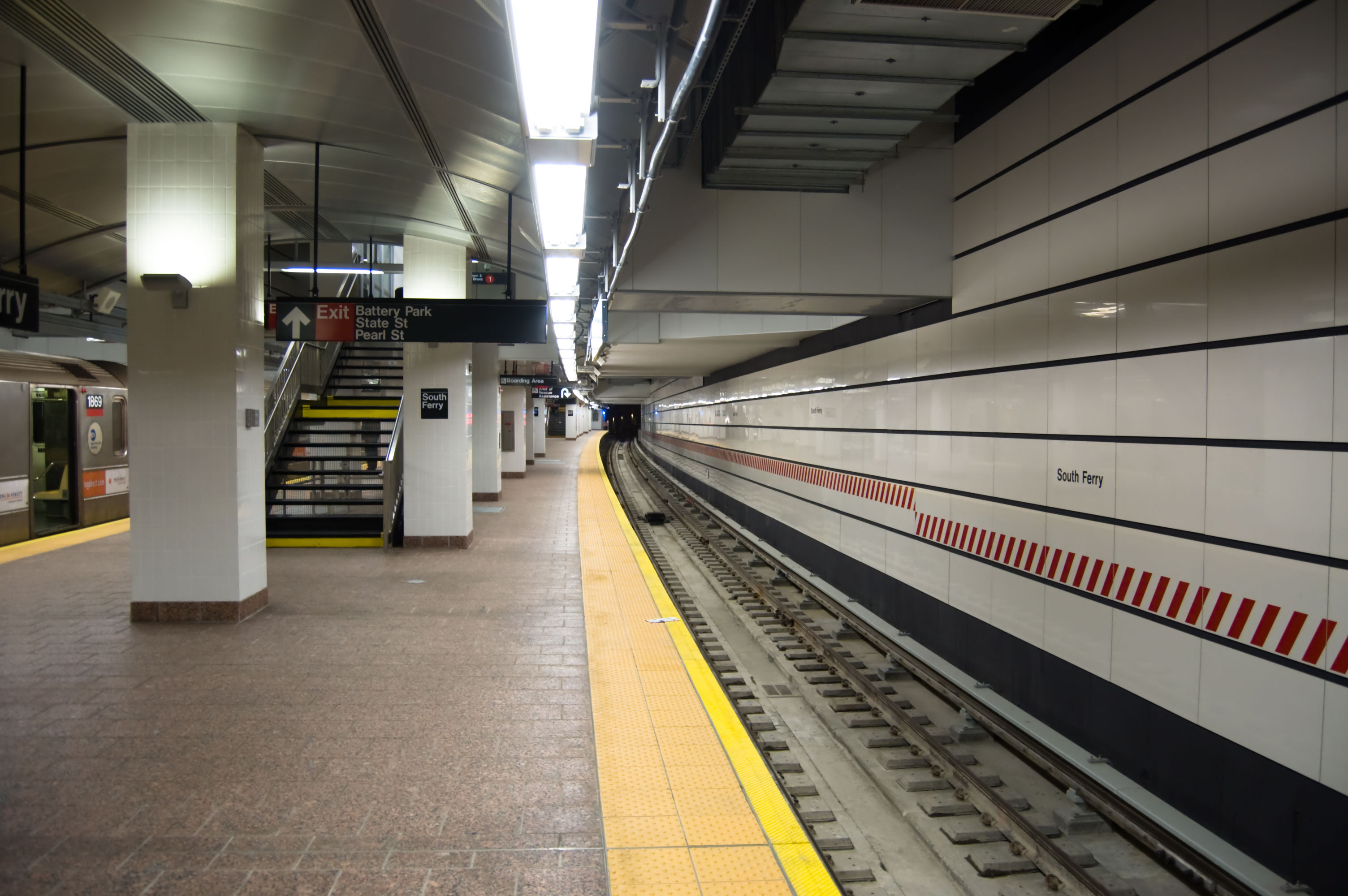
La stazione aperta nel 2009.

La banchina esterna, attualmente attiva in sostituzione della nuova stazione chiusa in seguito ai danni subiti dopo l'uragano Sandy, è servita dalla linea IRT Broadway-Seventh Avenue. A causa della sua curvatura è richiesto l'utilizzo dei gap filler, inoltre, la stazione non è accessibile e originariamente non era collegata alla stazione posta sulla linea Broadway. Un collegamento diretto è stato creato infatti solo nel 2013, in concomitanza con la riapertura della stazione.
La nuova stazione sulla linea IRT Broadway-Seventh Avenue, attualmente chiusa per ristrutturazione, possiede invece due binari ed una banchina ad isola. È posta al di sotto del cappio di ritorno ed è dotata di ascensori, che la rendono quindi accessibile, e di un collegamento diretto con la stazione sulla linea Broadway. I lavori attualmente in corso, del costo complessivo di 194 milioni di dollari, includeranno l'installazione di paratoie anti inondazione a scomparsa presso le uscite, le prese d'aria, i pozzetti, le botole e i condotti, così da prevenire future inondazioni.

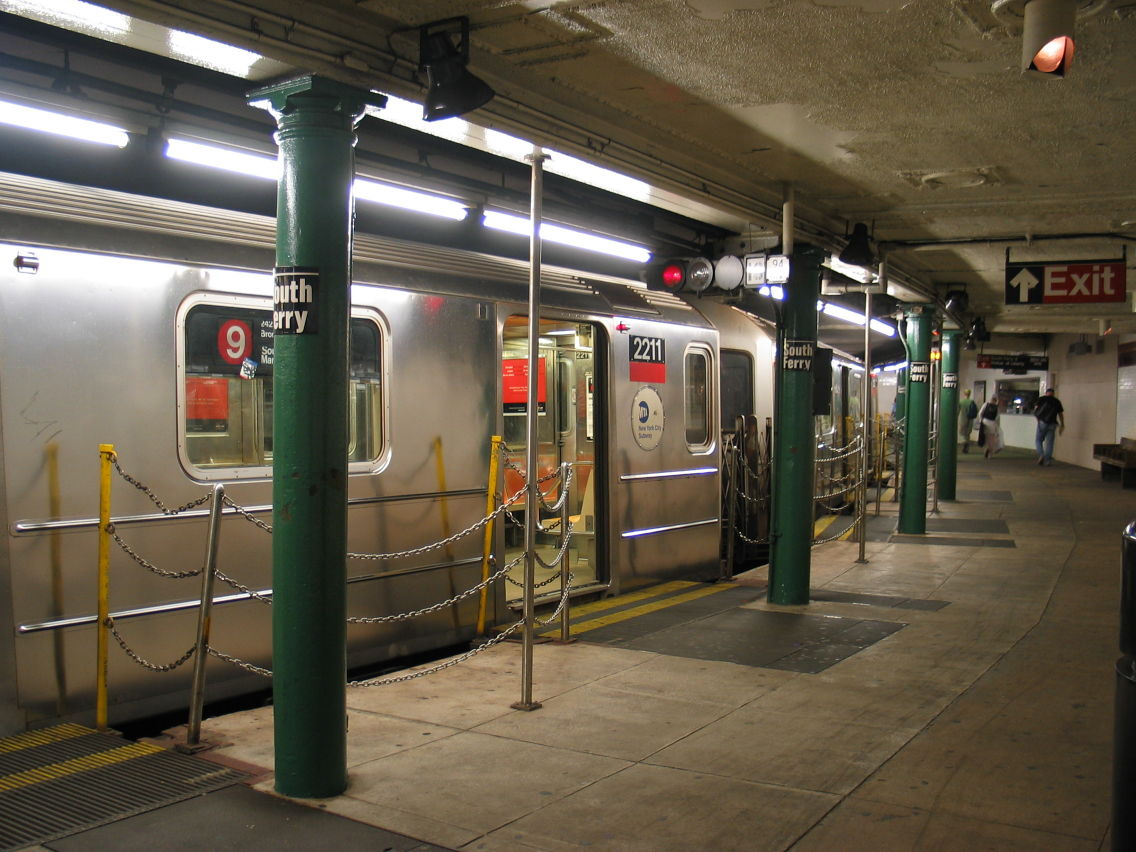
Vecchia stazione South Ferry Loops e un treno della linea 9 (dal 2005 la stazione fu usata dalla linea 1). La stazione è stata sostituita da un'altra nel marzo del 2009

La stazione sulla linea BMT Broadway è dotata di tre binari e due banchine ad isola. Il mezzanino con i tornelli e le scale che portano al livello stradale è posto all'estremità sud della stazione, al di sotto di Whitehall Street. In questa zona si trova anche il collegamento con la stazione della linea Broadway-Seventh Avenue.

## Movimento
La stazione è servita dai treni di quattro services della metropolitana di New York:
- Linea 1 Broadway-Seventh Avenue Local, sempre attiva;[14]
- Linea N Broadway Express, attiva solo di notte;[15]
- Linea R Broadway Local, sempre attiva;[16]
- Linea W Broadway Local, attiva solo nei giorni feriali esclusa la notte.[17]

## Interscambi
La stazione è servita da diverse autolinee gestite da NYCT Bus, e dal traghetto Staten Island Ferry, che collega Manhattan con Staten Island.
- Stazione traghetto
- Fermata autobus